# 豊増竜次郎

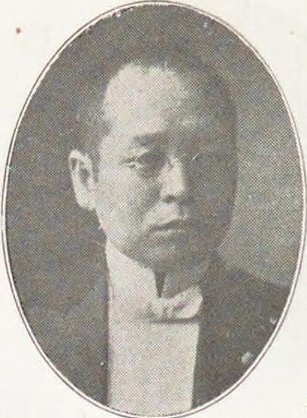
豊増竜次郎

豊増 竜次郎（とよます りゅうじろう、1870年1月25日（明治2年12月24日） - 1941年（昭和16年）12月31日）は、日本の衆議院議員（立憲同志会→憲政会）。弁護士。族籍は佐賀県平民。

## 経歴
肥前国養父郡旭村（現在の佐賀県鳥栖市）出身。豊増清作の二男。1889年（明治22年）に明治法律学校（現在の明治大学）を卒業した後、佐賀市で弁護士を開業した。佐賀市弁護士会副会長、同会長を歴任。また佐賀市会議員に選ばれ、議長も務めた。
1908年（明治41年）、第10回衆議院議員総選挙に出馬し、当選。第12回衆議院議員総選挙でも再選を果たした。
その他、佐賀毎日新聞社社長、佐賀瓦斯株式会社取締役などを務めた。

## 家族・親族
豊増家　
佐賀県三養基郡旭村、佐賀市松原町
- 父・清作（佐賀平民）[1][3]
- 妻・一女（熊本士族、柳原善太の長女）[1][3]

1871年 -
- 男・龍一[1][3]

1897年 -
- 二男・秀俊[1][3]

1902年 -
- 三男・勝夫[1][3]

1904年 -
- 四男・亨[1][3]

1907年 -
- 五男・昇[1][3]

1912年 -
- 女・静子[1][3]

1898年 -
- 女・光枝[1][3]

1900年 -